# كريستوفر ماركس
كريستوفر ماركس (17 يوليو 1946 في المملكة المتحدة - )  (بالإنجليزية: Christopher Marks)‏ هو لاعب كريكت بريطاني. لعب مع نادي مقاطعة ديربيشاير للكريكت ‏ ونادي مقاطعة ستافوردشاير للكريكت ‏.